# Saint-Senoux
Saint-Senoux [sɛ̃ sənu] (bretonisch: Sant-Senour; Gallo: Saent-Senór) ist ein Dorf und eine Gemeinde mit 1.836 Einwohnern (Stand: 1. Januar 2022) im französischen Département Ille-et-Vilaine in der Region Bretagne. Die Gemeinde gehört zum Arrondissement Redon und ist Teil des Kantons Guichen. Die Einwohner werden Sennonais genannt.

## Geografie
Saint-Senoux liegt etwa 23 Kilometer südsüdwestlich von Rennes am Canut.
Umgeben ist Saint-Senoux von den Nachbargemeinden Guichen im Norden, Bourg-des-Comptes im Osten, Pléchâtel im Südosten, Saint-Malo-de-Phily im Süden sowie Guignen im Nordwesten.
| Jahr      | 1962 | 1968 | 1975 | 1982 | 1990 | 1999  | 2006  | 2013  |
| --------- | ---- | ---- | ---- | ---- | ---- | ----- | ----- | ----- |
| Einwohner | 622  | 604  | 705  | 860  | 927  | 1.074 | 1.510 | 1.776 |

## Sehenswürdigkeiten
- Kirche Saint-Abdon-Saint-Sennen, 1896 bis 1901 erbaut (siehe auch: Liste der Monuments historiques in Saint-Senoux)
- Schloss La Molière
- Mühle und Schleuse La Molière

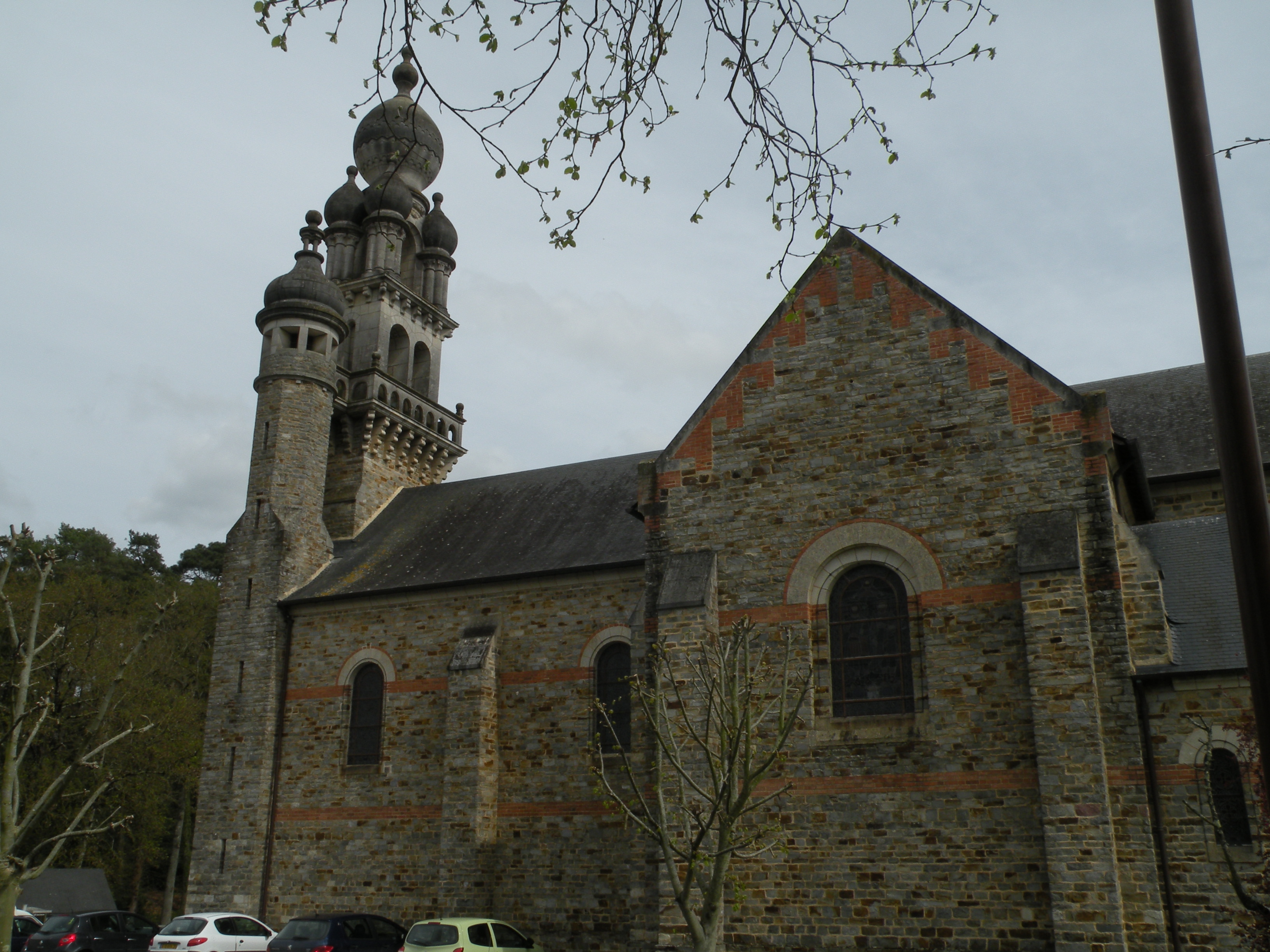
Kirche Saint-Abdon-et-Saint-Sennen
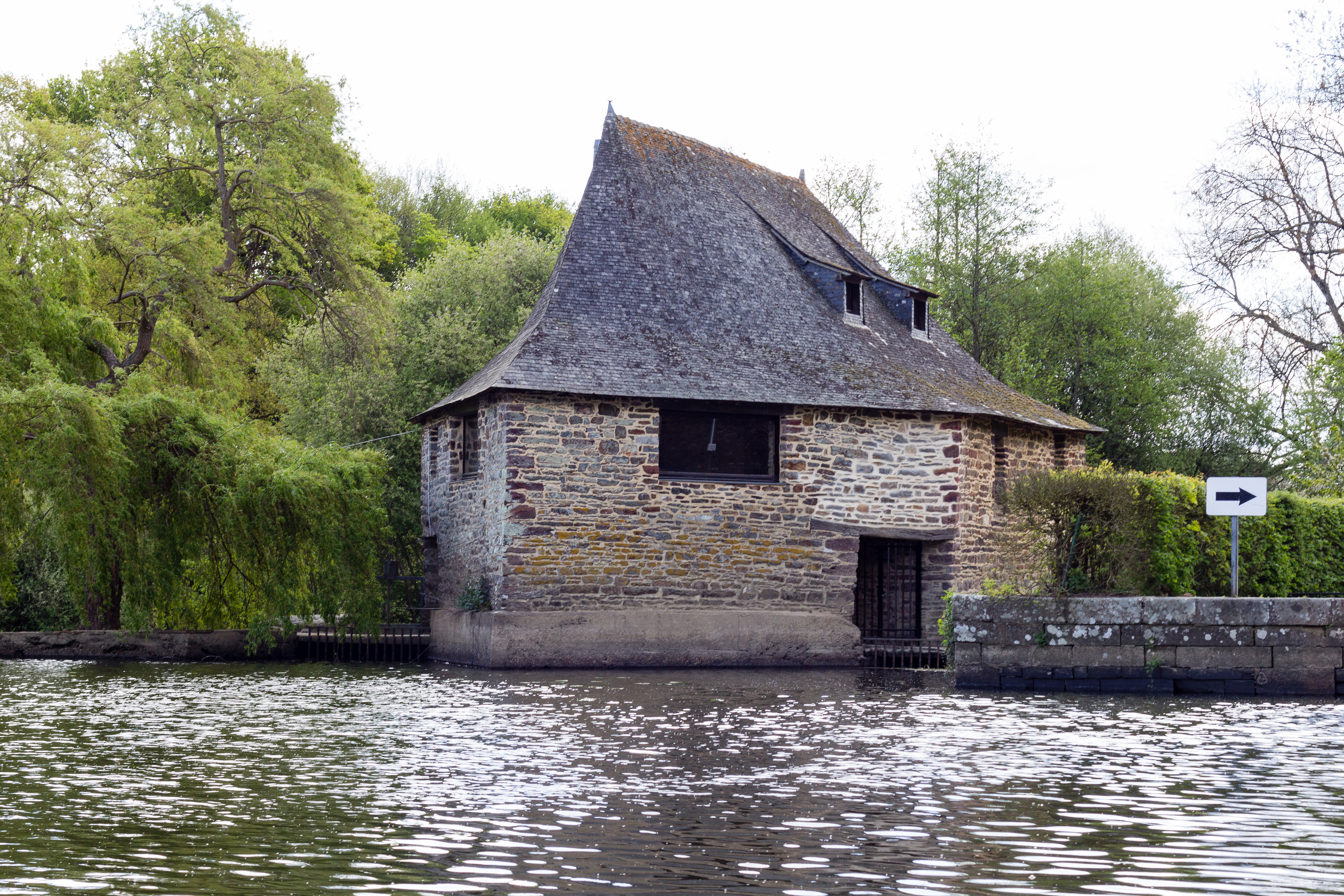
Mühle